# Jean-Baptiste Glaire
Jean-Baptiste Glaire, francoski biblicist, hebraist in duhovnik, * 1. april 1798, Bordeaux, † 25. februar 1879.